# Доња Трнава (Топола)
Доња Трнава је насеље у Србији у општини Топола у Шумадијском округу. Према попису из 2022. има 660 становника (према попису из 2011. било је 772 становника).
Овде се налази Црква Светог пророка Илије из 1869. године.

## Демографија
У насељу Доња Трнава живи 767 пунолетних становника, а просечна старост становништва износи 44,3 година (43,1 код мушкараца и 45,6 код жена). У насељу има 234 домаћинства, а просечан број чланова по домаћинству је 3,94.
Ово насеље је великим делом насељено Србима (према попису из 2002. године).
|  |

| Демографија | Демографија | Демографија |
| Година      | Становника  | Становника  |
| ----------- | ----------- | ----------- |
| 1948.       | 1.441       |             |
| 1953.       | 1.466       |             |
| 1961.       | 1.348       |             |
| 1971.       | 1.243       |             |
| 1981.       | 1.146       |             |
| 1991.       | 1.076       | 1.056       |
| 2002.       | 921         | 943         |
| 2011.       | 772         |             |
| 2022.       | 660         |             |

| Етнички састав према попису из 2002.‍ | Етнички састав према попису из 2002.‍ | Етнички састав према попису из 2002.‍ | Етнички састав према попису из 2002.‍ | Етнички састав према попису из 2002.‍ |
| ------------------------------------ | ------------------------------------ | ------------------------------------ | ------------------------------------ | ------------------------------------ |
|                                      |                                      |                                      |                                      |                                      |
| Срби                                 | Срби                                 |                                      | 894                                  | 97,06%                               |
| Хрвати                               | Хрвати                               |                                      | 1                                    | 0,10%                                |
| Роми                                 | Роми                                 |                                      | 1                                    | 0,10%                                |
| Мађари                               | Мађари                               |                                      | 1                                    | 0,10%                                |
| Македонци                            | Македонци                            |                                      | 1                                    | 0,10%                                |
| Југословени                          | Југословени                          |                                      | 1                                    | 0,10%                                |
| непознато                            | непознато                            |                                      | 20                                   | 2,17%                                |

| Година пописа     | 1948. | 1953. | 1961. | 1971. | 1981. | 1991. | 2002. |
| ----------------- | ----- | ----- | ----- | ----- | ----- | ----- | ----- |
| Број домаћинстава | 280   | 301   | 311   | 289   | 271   | 252   | 234   |

| Број чланова      | 1  | 2  | 3  | 4  | 5  | 6  | 7  | 8 | 9 | 10 и више | Просек |
| ----------------- | -- | -- | -- | -- | -- | -- | -- | - | - | --------- | ------ |
| Број домаћинстава | 36 | 40 | 34 | 28 | 28 | 37 | 22 | 7 | 1 | 1         | 3,94   |

| Пол    | Укупно | Неожењен/Неудата | Ожењен/Удата | Удовац/Удовица | Разведен/Разведена | Непознато |
| ------ | ------ | ---------------- | ------------ | -------------- | ------------------ | --------- |
| Мушки  | 413    | 101              | 269          | 29             | 9                  | 5         |
| Женски | 383    | 33               | 270          | 71             | 6                  | 3         |
| УКУПНО | 796    | 134              | 539          | 100            | 15                 | 8         |

| Пол    | Укупно                    | Пољопривреда, лов и шумарство | Рибарство                            | Вађење руде и камена | Прерађивачка индустрија       |
| ------ | ------------------------- | ----------------------------- | ------------------------------------ | -------------------- | ----------------------------- |
| Мушки  | 287                       | 247                           | 0                                    | 0                    | 9                             |
| Женски | 166                       | 147                           | 0                                    | 0                    | 0                             |
| УКУПНО | 453                       | 394                           | 0                                    | 0                    | 9                             |
| Пол    | Производња и снабдевање   | Грађевинарство                | Трговина                             | Хотели и ресторани   | Саобраћај, складиштење и везе |
| Мушки  | 0                         | 2                             | 10                                   | 0                    | 0                             |
| Женски | 0                         | 0                             | 2                                    | 1                    | 0                             |
| УКУПНО | 0                         | 2                             | 12                                   | 1                    | 0                             |
| Пол    | Финансијско посредовање   | Некретнине                    | Државна управа и одбрана             | Образовање           | Здравствени и социјални рад   |
| Мушки  | 0                         | 0                             | 1                                    | 0                    | 0                             |
| Женски | 0                         | 0                             | 0                                    | 2                    | 0                             |
| УКУПНО | 0                         | 0                             | 1                                    | 2                    | 0                             |
| Пол    | Остале услужне активности | Приватна домаћинства          | Екстериторијалне организације и тела | Непознато            | Непознато                     |
| Мушки  | 0                         | 0                             | 0                                    | 18                   | 18                            |
| Женски | 1                         | 1                             | 0                                    | 12                   | 12                            |
| УКУПНО | 1                         | 1                             | 0                                    | 30                   | 30                            |